# 台南神社
台南神社（臺南神社、たいなんじんじゃ）は、日本統治時代の台湾台南州台南市南門町二丁目（現在の中西区）にあった神社。
北白川宮能久親王を祭神としていた。第二次世界大戦の日本の敗戦後、廃社された。

## 祭神
北白川宮能久親王

## 歴史
台南神社境内は北白川宮能久親王の終焉の地である。能久親王は1895年（明治28年）10月28日に台南の豪族呉汝祥の家で薨去した。当初は、台湾の神社の中心となる台湾神社（のち台湾神宮）の候補地として挙がったが、同社は台北に創建された。その後、当地は台湾神社遥拝所となり、台湾神社が管理した。1920年（大正9年）、台湾総督府はここに工を起し、1923年（大正12年）10月27日社殿が設けられ、鎮祭し、無格社に列せられた。無格社時代には台湾神社の所管に属し、台湾神社から職員が派されてこれを守った。
1925年（大正14年）10月31日に官幣中社に昇格した。例祭は台湾神社と同じく、能久親王の命日である10月28日。
1926年（大正15年）10月30日、能久親王の未亡人である北白川宮大妃富子が台南神社を参拝した。
台湾への中華民国軍進駐後は、台南市忠烈祠となった。さらに1972年（昭和47年）に日本と台湾が断交した際に、民国政府は「日本統治時代の日本の帝国主義的なものは全て取り除く」との命令を発し、それ以前から各地で跡地境内が改変されていたが、より本格的に多数で跡地が改変され、台南神社は体育場になった。

## 現状
かつての事務所が市定古跡に指定されている。旧址は体育場転移の後、台南市11号公園と小学校（忠義国民小学）になった。2005年（平成17年）に隣接地に小学校の校舎が新築され、跡地の地下30cmに神社の橋（戦後は「成功橋」と命名）が発見された。今は修復工事が完了した。
2019年1月27日、旧址である11号公園に台南市美術館2館が開館した。

## 皇族の参拝
前後の日程で台湾神宮（台湾神社）を参拝している事例が多い。

### 北白川宮御遺跡所時代
- 1901年（明治34年）11月4日 - 北白川宮大妃富子[6]
- 1908年（明治41年）10月25日 - 閑院宮載仁親王[6]
- 1910年（明治43年）6月17日 - 北白川宮家の輝久王[6]
- 1917年（大正6年）10月26日 - 北白川宮成久王、同妃房子内親王[6]
- 1920年（大正9年）10月25日 - 久邇宮邦彦王、同妃俔子[7]
- 1923年（大正12年）4月20日 - 皇太子裕仁親王[7]
- 1925年（大正14年）6月2日 - 秩父宮雍仁親王[7]

### 台南神社時代
- 1926年（大正15年）4月10日 - 高松宮宣仁親王[8]
- 1926年（大正15年）10月30日 - 北白川宮大妃富子[4]
- 1927年（昭和2年）11月1日 - 朝香宮鳩彦王[4]